# Cosme Vázquez Subiabre
Cosme Vázquez Subiabre   (Mondariz, 15 de gener de 1904 - Madrid, 27 d'agost de 1976) fou un futbolista espanyol de la dècada de 1920.
Pel que fa a clubs, defensà els colors del Celta de Vigo, Atlètic de Madrid i Reial Madrid.